# Van Hilleary
William Vanderpool "Van" Hilleary, född 20 juni 1959 i Dayton i Tennessee, är en amerikansk republikansk politiker. Han var ledamot av USA:s representanthus 1995–2003.
Hilleary utexaminerades 1981 från University of Tennessee, tjänstgjorde sedan i USA:s flygvapen och avlade 1990 juristexamen vid Cumberland School of Law vid Samford University. År 1995 efterträdde han Jim Cooper som kongressledamot och efterträddes 2003 av Lincoln Davis.